# Dienstliche Veranstaltung (Soldatengesetz)
Dienstliche Veranstaltungen (DVag) sind dienstliche Vorhaben der Bundeswehr, insbesondere zur militärischen Aus-, Fort- und Weiterbildung, zu denen grundsätzlich Reservisten mit ihrem Einverständnis nach § 81 Soldatengesetz zugezogen werden können.
Die Teilnahmemöglichkeit besteht beorderungsunabhängig, d. h., es ist unerheblich, ob der Soldat in dieser Zeit in der Verstärkungs- oder Personalreserve eingeplant („beordert“) ist oder (unbeordert) der Allgemeinen Reserve zugehört.

→ Siehe dazu: Struktur der Reserve der Bundeswehr
Jedoch wird unterschieden zwischen dienstlichen Veranstaltungen von beorderten Reservisten im Rahmen ihres Beorderungsverhältnisses in Truppenteilen/Dienststellen der Streitkräfte und dienstlichen Veranstaltungen in der beorderungsunabhängigen, freiwilligen Reservistenarbeit:
- Dienstliche Veranstaltungen im Rahmen von Beorderungsverhältnissen haben vorrangig das Ziel, die auf den Beorderungstruppenteil bezogenen militärischen Kenntnisse und Fertigkeiten außerhalb von Wehrübungen/Übungen aufzufrischen, zu erweitern sowie die Bindung an den Beorderungstruppenteil zu vertiefen. Die Zuziehung erfolgt durch den Beorderungstruppenteil.
- Dienstliche Veranstaltungen der beorderungsunabhängigen, freiwilligen Reservistenarbeit dienen dazu, Reservisten zu informieren, fortzubilden und sie zur Wahrnehmung ihrer Mittlerfunktion zwischen Bundeswehr und zivilem Teil der Gesellschaft zu motivieren und zu befähigen. Die Zuziehung erfolgt i. d. R. durch das örtlich zuständige Landeskommando.

Sollen ausnahmsweise ungediente Personen im Soldatenstatus an einer dienstlichen Veranstaltung teilnehmen, muss hierfür eine Ausnahmegenehmigung des Bundesministeriums der Verteidigung vorliegen.
Der durchführende Verantwortliche kann ebenso zivile Gäste einladen, die hierdurch jedoch keinen Soldatenstatus und keine hoheitlichen Befugnisse erlangen.
Die Dauer einer dienstlichen Veranstaltung wird durch den Zweck des Vorhabens bestimmt und darf grundsätzlich drei Tage nicht überschreiten. Bei längerer An- und Abreise oder größerem organisatorischen Aufwand kann die dienstliche Veranstaltung nach Entscheidung des für die Genehmigung zuständigen Vorgesetzten auf bis zu fünf Tage verlängert werden.
Bei einer Dienstlichen Veranstaltung entfällt der Anspruch auf Zahlung des Wehrsolds nach dem Wehrsoldgesetz und auf Leistungen nach dem Unterhaltssicherungsgesetz.
Reservisten haben aber nach dem Bundesreisekostengesetz grundsätzlich Anspruch auf die Erstattung der Reisekosten zum Veranstaltungsort der Dienstlichen Veranstaltung, wenn dies nicht bereits vorher auf der Einladung abgelehnt wird, sowie Anspruch auf unentgeltliche Verpflegung.